# 周宏灏
周宏灏（1939年5月29日—），湖南长沙人，中国遗传药理学和临床药理学家，中国工程院院士。

## 生平
1962年毕业于武汉医学院医疗系。2005年当选为中国工程院院士。